# Медиация
Медиа́ция (лат. mediare — посредничать) — особый вид переговоров, при котором нейтральный посредник помогает сторонам в конфликте найти взаимовыгодное решение.
Медиация в праве — одна из технологий альтернативного урегулирования споров (англ. alternative dispute resolution, ADR) с участием третьей нейтральной, беспристрастной, не заинтересованной в данном конфликте стороны — медиатора, который помогает сторонам выработать определённое соглашение по спору, при этом стороны полностью контролируют процесс принятия решения по урегулированию спора и условия его разрешения.
Медиация используется в праве, в работе психологов, в воспитательной работе в образовательных учреждениях.

## История медиации
Использование посредников для разрешения споров отмечается с древних времён, историки отмечают подобные случаи ещё в торговле финикийцев и Вавилоне. В Древней Греции существовала практика использования посредников (proxenetas), римское право, начиная с кодекса Юстиниана (530—533 н. э.), признавало посредничество. Римляне использовали различные термины для обозначения понятия «посредник» — internuncius, medium, intercessor, philantropus, interpolator, conciliator, interlocutor, interpres, и, наконец, mediator.
В некоторых традиционных культурах к фигуре посредника относились с особым уважением и почитали наряду с жрецами или вождями племени.
Медиация в её современном понимании (медиация затруднений) появилась во второй половине XX столетия в США на основе методов разрешения семейных, наследственных и бытовых конфликтов, применяемых еврейскими общинами (например, англ. Jewish Conciliation Board). Первоначальный метод медиации – интервенция в конфликт или спорную проблему. В дальнейшем медиация стала применяться в других сферах общественной жизни, в том числе распространилась в международные отношения.
В самостоятельную процедуру медиация превратилась в середине 1970-х годов.
В 1990 году медиация была институционализирована в праве США в Акте о реформе гражданского судопроизводства. Также в США в начале XXI века был издан Единый закон о медиации (англ. Uniform Mediation Act).
Законодательное закрепление медиации в международном праве содержится в Модельном (типовом) законе о международных коммерческих примирительных процедурах и ст. 33 Устава ООН.
В России медиация юридически закреплена в Федеральном законе № 193-ФЗ «Об альтернативной процедуре урегулирования споров с участием посредника (процедуре медиации)» от 27.07.2010 (последняя  .

## Области применения медиации
- Экономическая, трудовая (межкорпоративные и внутрикорпоративные конфликты) и области управления;
- Политическая;
- Семейные споры (в том числе связанные с защитой прав детей);
- Медиация в образовании;
- Вопросы охраны окружающей среды;
- Межкультурные и межобщинные конфликты и другие[2][8].

## Принципы
- Беспристрастность;
- Конфиденциальность;
- Равноправие сторон;
- Нейтральность;
- Принятие участников;
- Поддержка[2].

## Виды медиации
- Медиация, ориентированная на решение проблем (problem-solving or settlement-directed approach). Особенность — сосредоточенность на интересах людей, а не на их позициях.
- Трансформативная медиация (transformative approach). Участники самостоятельно определяют ход медиации, а медиатор следует за ними. В центре внимания — общение сторон. Ключевой компонент — слышание и слушание, что помогает участникам пережить некую «трансформацию» и прийти к взаимопониманию, признанию потребностей друг друга.
- Нарративная медиация (narrative approach). Основа — убеждение, что медиаторы и участники конфликта оказывают продолжительное влияние друг на друга в ходе диалога, участники излагают свой взгляд на происходящее, постепенно приходя к согласию.
- Экосистемная или семейно-ориентированная медиация (ecosystemic or family-focused approach). Подходит для решения семейных конфликтов. Основная задача — помощь семьям в преодолении проблем и сохранении отношений с детьми. Также применяется к межкультурным конфликтам, спорам представителей разных поколений.
- Медиация, основанная на понимании (understanding-based approach). Главная цель — разрешение спора путём понимания сторонами как их собственных перспектив, приоритетов и интересов, так и других сторон, что способствует совместными усилиями преодолеть конфликт.
- Восстановительная медиация (restorative mediation). Близка по смыслу с «основанной на понимании», направлена создание условий для диалога, в котором ответственность за принятые решения ложится на стороны конфликта, что приводит к восстановлению отношений и заглаживанию вреда. Задача медиатора не помирить, а создать условия, в которых стороны сами придут к восстановительному эффекту примирения.
- Оценочная медиация (evaluative approach). Медиатор влияет на процесс, оценивает происходящее и оказывает влияние на результат, при необходимости предлагая свои варианты решения спора[8][9].

### Онлайновая медиация
Разновидность медиации, которая проводится с помощью Интернет-технологий, тем самым дополняя возможности медиаторов в спорах между сторонами которые удалены друг от друга (международная торговля, электронная коммерция), или которые не могут лично принимать участие в процедуре (вследствие, например, инвалидности). Такая медиация полезна как предварительная фаза основного процесса, где, например, имеет значение фактор времени, для начала подготовки сторон и проведения процедуры мозгового штурма. Отличается эффективностью, экономичностью и многофункциональностью.

## Медиатор и фасилитатор
- Медиатор (посредник) — человек или группа людей, которые, являясь третьей нейтральной, независимой стороной, не заинтересованной в данном конфликте, помогают конфликтующим разрешить имеющийся спор. В некоторых школах медиации медиатор может играть более активную роль, в то время как в других роль медиатора сводится в основном к фасилитации (содействию).
- Фасилитатор (англ. facilitator, от лат. facilis — легкий, удобный) отвечает за организацию переговоров, следит за соблюдением регламента и структурой процесса, управляет процедурой[11].

## Кодекс поведения медиаторов
Европейский Кодекс Поведения Медиаторов (англ. European Code of Conduct for Mediators) — свод этических правил посредников, разработанный группой профессиональных медиаторов при поддержке Европейской комиссии, принят 2 июля 2004 года на конференции Европейской Комиссии в Брюсселе и одобрен профессиональными посредниками и лицами, интересующимися вопросами медиации.
Этот Кодекс устанавливает ряд принципов, к которым может присоединиться любой медиатор на добровольной основе и под свою личную ответственность. Кодекс предназначен для применения во всех видах медиации по гражданским и коммерческим делам.

## Медиация в мире

### США
Экспериментальные программы медиации с использованием добровольцев-медиаторов начались в США в начале 1970 годов в нескольких крупных городах. Они оказались настолько успешными, что сотни других программ были проведены по всей стране в следующие 2 десятилетия, и в настоящее время практика медиации широко распространена в Соединенных Штатах.
Судебная практика США ориентирована на то, чтобы большинство споров разрешалось добровольно до суда, а судья может прервать суд и посоветовать сторонам поработать с медиатором. Серьёзные переговоры в сферах экономики, бизнеса, политики проходят только с участием медиатора, выпускаются журналы, освещающие проблемы медиации. Существует Национальный институт разрешения диспутов, действуют частные и государственные службы медиации. Посредническая деятельность в США должна быть сертифицирована, и закреплена в Едином Закон «О медиации» (Uniform Mediation Act), и иных подзаконных актах, например «Правила посредничества, применяемые в федеральном суде западного округа штата Мичиган».

### Европа
Большое число европейских стран приняло законы о медиации между правонарушителем и потерпевшим. Не всегда в законах используется термин «медиация», так например, может указываться о возможности возмещения, примирения или «принятия ответственности» перед потерпевшим. При этом непосредственное упоминание медиации в законе описывается общими словами, что предполагает существование правовых гарантий в подзаконных актах, постановлениях или прецедентах.
В 2008 году Европейский Парламент и Совет издали Директиву «О некоторых аспектах медиации в гражданских и коммерческих делах» (Directive 2008/52/CE du Parlement européen et du Conseil du 21 mai 2008 sur certains aspects de la médiation en
matière civile et commercial), в которой рассмотрены вопросы урегулирования трансграничных споров, установлены стандарты и принципы медиации и требования к медиаторам. К 2011 году разработано и принято национальное законодательство в сфере медиации во всех в странах Европейского Союза.
Во Франции медиация в уголовно-правовых отношениях (mediation penale) изначально появилась на практике, и включена в текст УПК Законом 4 января 1993 года. Так, если прокурор республики вправе до возбуждения публичного иска с согласия сторон провести медиацию, если решит что это обеспечит возмещение вреда потерпевшему и завершит конфликт (ст. 41-1). При этом предложение прокурора исключительно добровольно, но практика применения этой статьи отличается в разных регионах Франции. Как правило прокурор для медиации передает разрешение спора в специализированную общественную организацию, которая пробует с помощью медиации примирить потерпевшего и обвиняемого. По итогу либо заключается соглашение, либо дело возвращают прокурору.
В Бельгии медиация применяется по делам о преступлениях, наказание за которые не превышает 20 лет лишения свободы, а уголовное дело может быть прекращено если обвиняемый возместит ущерб, пройдет курс лечения или получит профессиональное образование. При этом медиация проводится непосредственно прокуратурой, в которой для неё предусмотрены специальные должности.
Досудебные и внесудебные методы решения споров в Германии появились в конце XX века, законодательно медиация закреплена в Вводном законе к Гражданскому кодексу судопроизводства Германии.
В Австрии в 1985 году появилась модель медиации для внесудебного разбирательства дел совершенных несовершеннолетними в рамках уголовного судопроизводства, и распространена на взрослых в 1992 году. Австрийский федеральный закон о медиации принят в 2003 году. Медиатор в Австрии внесён в номенклатуру профессий, а соглашение, принимаемое в результате медиации в ходе судебного разбирательства, признаётся судом, хотя досудебная медиация такой судебной защиты не получает.

### Азия
Так как азиатские страны придерживаются довольно консервативного подхода к решению проблем, то и институт медиации не получил достаточного распространения в странах Азии, так как в связи с религиозным мировоззрением судебные разбирательства непопулярны. В Японии один из самых низких показателей обращений в суд для защиты нарушенных прав, и разрешением споров занимаются специализированные органы. В Китае метод примирения закреплен в ст. 2 Закона КНР «О народном посредничестве».

### Австралия
В Австралии до недавнего времени не существовало национальной системы аккредитации для ADR-организаций, однако, после Национальной конференции по медиации в мае 2006 года, началось формирование национальной системы стандартов аккредитации в области медиации.
Представители ADR-организаций признают, что медиаторы (в отличие от арбитров или посредников) должны иметь профессиональную аккредитацию. В Австралии большое количество организаций прибегают к услугам медиаторов, но клиенты медиаторов не могут получить подтверждения, что им оказываются услуги надлежащего качества. Из-за большого разнообразия услуг, оказываемых ADR-организациями, сложно выработать набор стандартов, которые могли бы применяться ко всем услугам в сфере ADR, в то же время идёт выработка стандартов для отдельных видов альтернативного урегулирования споров

### Израиль
Статья 79-4 Закона о судах 1984 года гласит, что суд может с согласия правообладателей передать иск в посредничество. Этот пункт также определяет, что медиатор может делать в процессе медиации и каковы его полномочия перед судом. В соответствии с этим пунктом приняты подробные правила, детализирующие, кто такие посредники, к которым будет обращаться суд, и каковы их полномочия.
Из-за бремени, возложенного на судебную систему, многие споры передаются для рассмотрения медиатору. Многие суды используют систему маршрутизации дел, которая позволяет посредничать в признанных достойными рассмотрения делах до того, как они будут назначены на слушание перед судьей.

### Россия
В настоящее время в России применение медиации в арбитражных и гражданских судах регламентируется Федеральным законом № 193-ФЗ «Об альтернативной процедуре урегулирования споров с участием посредника (процедуре медиации)», вступивший в силу с 1 января 2011 года.
Этим законом устанавливается внесудебная процедура урегулирования гражданско-правовых споров при участии нейтральных лиц (медиаторов) как альтернатива судебному или административному разбирательству. Определяется сфера применения — урегулирование гражданских, семейных и трудовых споров. При этом процедура медиации не может применяться в гражданских, трудовых, семейных отношениях, если результаты урегулирования спора могут затронуть интересы третьих лиц, не участвующих в процедуре медиации, или публичные интересы (например, по делам о несостоятельности (банкротстве).
Устанавливаются требования к соглашению о проведении процедуры медиации. Соглашение заключается в письменной форме и должно содержать сведения: о сторонах, предмете спора, медиаторе (медиаторах) или организации, осуществляющей оказание услуг по проведению процедуры медиации, порядке проведения процедуры медиации, условиях участия сторон в оплате расходов, связанных с проведением процедуры медиации, сроке проведения процедуры медиации (он не должен превышать 180 дней). При этом медиатор и стороны должны принимать все возможные меры к тому, чтобы указанная процедура была завершена в срок не более 60 дней.
Назначение медиатора производится по взаимному соглашению сторон, а услуги по проведению процедуры медиации могут оказываться как на платной, так и на бесплатной основе. В законе прописаны также процедуры медиации — внесудебная, досудебная и судебная, предусматривающая проведение процедуры медиации на любой стадии судебного разбирательства. Устанавливаются требования к медиаторам, деятельность которых может осуществляться как на профессиональной основе (лица, достигшие возраста 25 лет, имеющие высшее профессиональное образование и прошедшие курс обучения по программе подготовки медиаторов, утверждаемой в порядке, определяемом Правительством РФ), так и на непрофессиональной основе (лица, достигшие возраста 18 лет, обладающие полной дееспособностью и не имеющие судимости), а также особенности правового положения саморегулируемых организаций медиаторов и их основные функции.
Профессионалами в процедуре медиации принято считать лиц, которые достигли возраста 25 лет, имеющие диплом о высшем образовании и документ, подтверждающий прохождение курса обучения медиаторов. В соответствии с Постановлением Правительства Российской Федерации от 3 декабря 2010 года № 969 «О программе подготовки медиаторов» программа данного курса обучения должна быть обязательно утверждена Министерством образования и науки Российской Федерации по согласованию с Министерством юстиции Российской Федерации.
Помимо этой сферы применения медиации, существует совсем другое направление деятельности, которое заключается в создании школьных служб примирения, членами которых становятся сами ученики школы. Они обучаются навыку медиации и образуют самостоятельную форму школьного самоуправления. Благодаря этому в школах, где функционируют такие службы, повышается степень ответственности и коммуникативной компетентности среди обучающихся. Работа служб медиации, созданных в российских образовательных учреждениях, рассматривается как педагогическая технология. Разрабатываются методы обучения школьников основам медиации.
С 2008 в России издаётся профессиональный журнал для медиаторов — «Медиация и право». С 2005 года в Москве раз в два года проводятся международные конференции, посвящённые медиации.

### Украина
На законодательном уровне на Украине процедура медиации не закреплена, рассматриваемые законопроекты «О медиации» отклонены. Однако некоторые положения связанные с медиацией законодательно установлены в рамках судебной реформы 2017 года, а именно о конфиденциальности информации доверяемой независимому посреднику в ходе медиации, (п. 2 ч. 1 ст. 70 Гражданского процессуального кодекса Украины, п. 2 ч. 1 ст. 67 Хозяйственного процессуального кодекса Украины и п. 2 ч. 1 ст. 66 Кодекса административного судопроизводства Украины). Закреплено что не могут допрашиваться в качестве свидетелей лица об обстоятельствах, которые стали им известны в связи с участием в процедуре медиации (п. 8 ч. 2 ст. 65 Уголовного-процессуального кодекса Украины). Также возможно вернуть 50 % судебного сбора если на любой стадии судебного разбирательства по гражданским, хозяйственным и административным спорам заключено мировое соглашение (ст. 142 ГПК, ст. 130 ХПК, ст. 142 КАСУ).

### Казахстан
Медиация в Казахстане обрела официальный статус в 2011 году с принятием Закона Казахстан «О медиации» от 28.01.2011 года, которым определены виды споров для разрешения которых возможно применение медиации, а именно «возникающие	из	гражданских,
трудовых,	семейных	и	иных	правоотношений	с	участием	физических	и	(или)	юридических	лиц,	а	также	рассматриваемые	в	ходе	уголовного	судопроизводства	по	делам о	преступлениях	небольшой	и	средней	тяжести,	об	уголовных	проступках,	если	иное не установлено законами Республики Казахстан, и отношения, возникающие при	
исполнении	исполнительного	производства» (ст. 27). При этом медиация, не связанная с уголовными правоотношениями, применяется как до обращения в суд, так и во время судебного разбирательства (ст. 20), а в уголовном судопроизводстве строго ограничена сроками (ст.24), при этом медиация на досудебной стадии в уголовном процессе не обязательно влечёт прекращение дела.
Беларусь
Закон Республики Беларусь № 58-З " О медиации " принят в 2013 году. Данный Закон регулирует деятельность медиаторов, а именно « отношения, связанные с применением медиации в целях урегулирования споров, возникающих из гражданских правоотношений, в том числе в связи с осуществлением предпринимательской и иной хозяйственной (экономической) деятельности, а также споров, возникающих из трудовых и семейных правоотношений, если иное не предусмотрено законодательными актами или не вытекает из существа соответствующих отношений.»

## Медиация и другие согласительные процедуры
«Согласительная процедура» — «обобщающий» термин, охватывающий все виды посредничества и содействия в альтернативном урегулировании споров (конфликтов), к которым обычно относят Переговоры, Медиацию, Collaborative law (решение споров через сотрудничество) и Третейский суд.
Существенное различие между медиацией и другими видами посредничества заключается в том, что посредники часто обладают экспертными знаниями в области, являющейся предметом спора (конфликта). В некоторых видах споров посредник обязан предоставлять правовую информацию. Это помогает заключать сторонам любое соглашение в соответствии с нормативными рамками, регулирующими предмет спора, поэтому согласительная процедура может включать в себя консультативный аспект.
В процедуре же медиации посредник-медиатор не имеет консультативных функций. Вместо этого, медиатор стремится помочь сторонам выработать общее понимание конфликта и действовать в направлении урегулирования спора.
Существует несколько различных подходов (стилей) медиации: оценочный, стимулирующий и преобразующий. Оценочный стиль предполагает оценку сильных и слабых аргументов каждой из сторон при обращении в суд, тогда как стимулирующий и преобразующий подходы не предполагают этого.
И посредничество, и медиация служат для выявления спорных вопросов и выработки вариантов решений, взаимоприемлемых для участников конфликта. Все эти процедуры предлагают сравнительно гибкие подходы, а принятые решения должны опираться на согласие всех сторон. Это контрастирует с традиционным судебным процессом, который обычно принимает сторону участника с более весомым правовым аргументом.
Роль медиатора отличается от роли советника или консультанта (психолога). Нижеприведенный список не является исчерпывающим, но указывает на важные различия между работой медиаторов и консультантов.
- Медиатор ориентирован на достижение чётких соглашений между участниками спора о том, как они будут решать конкретные вопросы. Консультант больше нацелен на то, чтобы стороны конфликта лучше осознали своё поведение.
- Медиатор, осведомлён о человеческих чувствах, но не чувствует их. Советник принципиально не обеспокоен ни чем.
- Медиатор сосредоточен на том, как люди хотели бы видеть будущее, а не на подробном анализе прошедших событий. Консультант может счесть необходимым исследовать прошлое, подробно выявить происхождение и закономерности убеждений и поведения человека.
- Медиатор контролирует процесс, но не стремится открыто влиять на участников или результат. Советник часто имеет некоторое намерение повлиять на стороны в принятии решений или рассмотрении части вопросов.
- Медиатор, как правило, организует переговоры между сторонами лицом к лицу, и лично присутствует при этом. Советнику не обязательно видеть обе стороны одновременно.
- Медиатор обязан быть нейтральным. Консультант может помогать более активно, если это потребуется.
- Медиация требует от обеих сторон готовности к переговорам. Консультанты могут работать с одной из сторон, даже если вторая сторона не готова или не желает этого.
- Медиация — структурированный процесс, который обычно ограничен одной или несколькими сессиями. Консультирование требует долгого времени, что зависит от потребностей и клиента и от его прогресса в процессе.

В качестве культурно-правовой практики, используемой активно, в частности, в международном праве, является так называемое «мягкое право».